# تمام داستان
«تمام داستان» (به انگلیسی: The Whole Story) آلبومی تلفیقی از هنرمند اهل بریتانیا کیت بوش است که در سال ۱۹۸۶ میلادی منتشر شد.